# Zakšínská
Zakšínská je ulice na Praze 9 v katastrálním území Střížkov. Vznikla v letech 2006/2007 v lokalitě, kde společnost Finep vybudovala svůj developerský projekt zvaný „Prosek Park“. Během roku 2013 se navíc dočkala prodloužení. Až do začátku výstavby tzv. Severního města v 60. letech 20. století tvořila území dnešního sídlištního Střížkova a Proseku rozsáhlá rovinatá pole. Samotný historický Střížkov a Prosek se nacházely a dodnes nacházejí jihozápadním směrem od dnešního sídlištního komplexu. Již před výstavbou Severního města však v ose severozápadní části ulice Zakšínská vedla cesta štěrkem zpevněná cesta mezi poli, která spojovala Kobylisy na západní straně s Letňany na východní straně. Tato cesta je patrná již na leteckém snímkování Prahy z roku 1938. Na ploše dnešního Prosek Parku - zejména ulice Zakšínská a Makedonská, byla v době výstavby Severního města montážní základna pro dělníky i vybavení, které bylo používáno při stavbě panelového sídliště. Poslední dvě zchrátralé budovy z tohoto období jsou patrné ještě na leteckých snímcích v roce 2003. 
Východně od ulice se nachází sportovní areál FK Bohemians Praha, jemuž dominují dvě fotbalová hřiště, a severozápadně pak areál prodejce automobilů „Porsche Prosek Praha“. V ulici k roku 2021 stojí celkem dvanáct domů.